# Джессі Родрігес — Санні Едвардс
Джессі Родрігес — Санні Едвардс (англ. Jesse Rodriguez vs Sunny Edwards) — професійний боксерський поєдинок між колишнім чемпіоном WBO у найлегшій вазі Джессі Родрігесом і володарем титулу IBF у найлегшій вазі Санні Едвардсом. Бій відбувся 16 грудня 2023 року на Джіла Рівер Арені в Глендейлі (штат Аризона, США). Джессі Родрігес здобув перемогу відмовою суперника від продовження бою.

## Передумови
Джессі Родрігес (18–0, 11 KO), володар титулу WBO у найлегшій вазі, став професіоналом у 17 років. Американець здобув популярність своїми боями в часи епідемії COVID-19, і в лютому 2022 року отримав можливість поборотись за титул WBC у другій найлегшій вазі. Тоді Джессі здолав одностайним рішенням Карлоса Куадраса і здобув перший пояс у своїй професійній кар'єрі.
Далі Родрігес провів 2 успішні захисти титулу, а у квітні 2023 року перейшов у найлегшу вагову категорію щоби поборотися за вакантний титул WBO. 8 квітня «Бам», здолавши Крістіана Гонсалеса Ернандеса одностайним рішенням, став чемпіоном у другій ваговій категорії.
Санні Едвардс (20–0, 4 KO), молодший брат Чарлі Едвардса, став професіоналом у 2016 році. Британець досить швидко підіймався у рейтингу боксерських організацій, регулярно проводивши поєдинки за регіональні титули, а у квітні 2021 року здійснив апсет, здолавши Моруті Мталане одностайним рішенням та здобувши пояс IBF у найлегшій вазі. З того часу Санні провів 4 успішні захисти, в останньому з яких, 10 червня 2023 року, здолав до цього непереможного чилійця Андреса Кампоса.

## Час початку
Головна подія розпочалася о 6:00 за київським часом.

## Транслятори
Шоу пройшло на стрімінговому сервісі DAZN.